# ジョゼフ・ドーソワーニュ＝メユール
ジョゼフ・ドーソワーニュ＝メユール（Joseph Daussoigne-Méhul, 1790年6月10日 - 1875年3月10日）は、フランスの作曲家、音楽教育者。

## 生涯
メユールはルイ＝ジョゼフ・ドーソワーニュ（Louis-Joseph Daussoigne）としてシャンパーニュ地方のジヴェに生まれた。彼がジョゼフ・ドーソワーニュ＝メユールとなったのは、55歳だった1845年8月12日に法的に改名を行ってからである。1797年に7歳のドーソワーニュ＝メユールは、弟とともにおじで作曲家のエティエンヌ＝ニコラ・メユールの養子となった。米英戦争の最中にフランス軍の副官になった弟は、交戦中に命を落としている。
1799年、ドーソワーニュはわずか9歳でパリ音楽院へ入学した。その後10年間にわたって同音楽院で学んだ彼は、在学中に何度も表彰を受け、学内コンクールで賞を獲得した。例えば1等賞を獲得したのは1799年の音楽理論、1803年の作曲、1806年のピアノ、1808年の対位法とフーガである。ドーソワーニュ＝メユールはピアノをルイ・アダン、和声学をシャルル・シモン・カテル、またそのおじに作曲を師事した。1803年からは彼自身も音楽院で教鞭を執った。
1809年、ドーソワーニュはカンタータ『Agar dans le désert』によってローマ大賞を受賞し、奨学金を得てピンチョの丘のボルゲーゼ公園内に位置するヴィラ・メディチに入居する在ローマ・フランス・アカデミーで学ぶことになった。このためパリ音楽院の職を辞してローマ入りした彼は、1810年2月から1813年終盤になるまでの間、ここで修業を積んだ。1814年にパリへ戻って再び音楽院の教壇に立ったドーソワーニュは、1826年まで同音楽院で教えた。同年にオランダ王国（当時は今日のベルギーも含んだ）の国王ウィレム1世の勅命を受けてリエージュ王立音楽院の初代院長に就任すると、続く35年間をその職に捧げることになった。音楽院では学校運営を担う傍ら、和声学と作曲法の講座を担当し、アドルフ・サミュエル、セザール・フランク、ジャン＝テオドール・ラドゥーらを育てた。ラドゥーも後にドーソワーニュの跡を継いで同音楽院の院長職に就くことになる。
ドーソワーニュ＝メユールはリエージュで84年の生涯を閉じた。パリの建築業者のアレクサンドル＝ゴドフロワ・ベレ（Alexandre-Godefroy Bellet）の娘で、彼の妻となったマリー＝アデライード・ベレ（Marie-Adélaïde Bellet）とは50年以上連れ添った。2人の間にはピアニスト、オルガニスト、作曲家で音楽評論家となったアレクサンドル＝ギュスターヴ・ドーソワーニュ＝メユール（1830年 - 1932年）がいる。ドーソワーニュ＝メユールは1859年にベルギー政府からレオポルド1世勲章を授与された。

## 作品

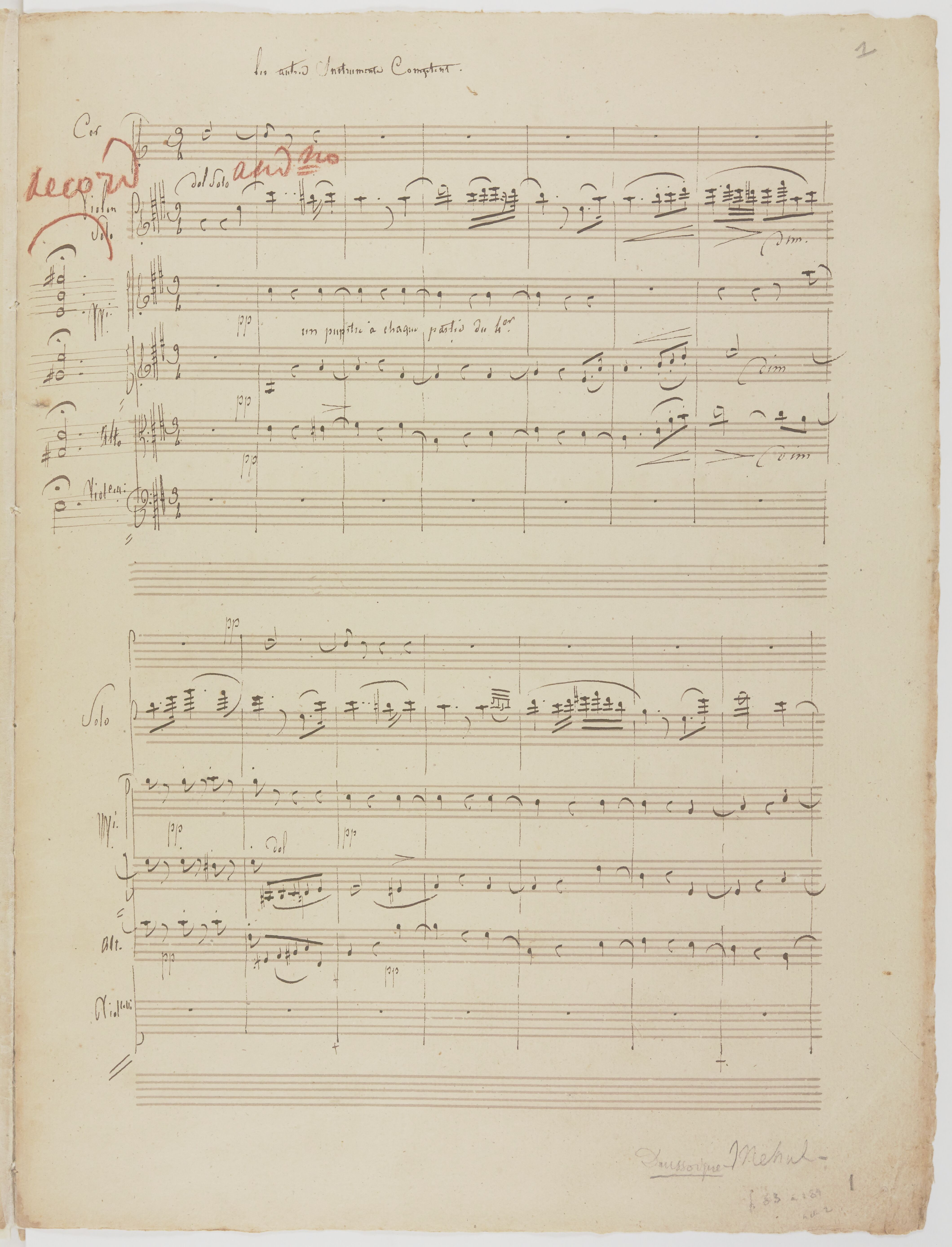
Ballets pour Pharamond (1825)

作曲家としてのドーソワーニュ＝メユールはピアノ曲、管弦楽曲、オペラ、室内楽曲などを作曲した。彼のコミック・オペラ『Aspasie et Pericles』は1820年にパリのオペラ座で初演された。彼がおじの未完のオペラ『Valentine de Milan』を補筆完成し、1822年のオペラ＝コミック座における初演にこぎつけたことは注目される。また、1821年には、同じくおじのオペラ『ストラトニース』に新たなレチタティーヴォを書き加えた。同時代の人々には彼を称賛する者もいたが、19世紀後半になると彼の音楽の存在感は希薄なものとなっていった。彼の作品はひとつも現存していない。

## 主要作品
- 3つの弦楽四重奏曲
- 管弦楽のための序曲
- カンタータ『Á la mémoire de Grétry』 （1828年）
- 合唱と管弦楽のための英雄的交響曲『Bruxelles en 1830-1831』 （1834年）
- Cantate sur des airs populaires （1856年）
- カンタータ『Hommage á Grétry』（1862年）